# REDnote
A REDnote, más néven Xiaohongshu (小红书), egy közösségi média és e-kereskedelmi platform. Gyakran emlegetik „Kína Instagramjának”, hiszen hasonlóan működik, mint az Instagram.
2020-ban a REDnoteak már több mint 450 millió regisztrált felhasználója volt, és a havi aktív felhasználók száma meghaladta a 121 milliót. A platform felhasználóinak 70%-a állítólag 1990 után született, és közel 70%-uk nő. Az app lehetővé teszi a felhasználók és influenszerek számára, hogy termékkritikákat osszanak meg, amelyek leginkább a szépségápolás és egészség területéhez kapcsolódnak. Utazó bloggerek is gyakran posztolnak tartalmakat turizmusról és szabadidős tevékenységekről a platformon.
A REDnote napi aktív felhasználóinak száma 2021-ben 20 millióról 40 millióra nőtt. A havi aktív felhasználók száma ugyanekkor megduplázódott, meghaladva a 150 milliót.

## Története
A Xiaohongshut Miranda Qu és Charlwin Mao alapította 2013-ban online vásárlási útmutatóként kínai vásárlók számára, lehetőséget biztosítva a felhasználóknak, hogy értékeljék a termékeket és megoszthassák tapasztalataikat az emberekkel. 2014 októberében az alapítók elkezdtek összpontosítani a kínai fogyasztók és a globális kiskereskedők összekapcsolására, és létrehozták saját határokon átnyúló e-kereskedelmi platformjukat, ahol a kínai fogyasztók tengerentúli termékeket vásárolhattak és közvetlenül rendelhettek.
2017 májusára a Xiaohongshu felhasználóinak száma meghaladta az 50 milliót, így a világ egyik legnagyobb közösségi e-kereskedelmi platformjává vált. Ugyanebben a hónapban indult el a Xiaohongshu nemzetközi logisztikai rendszere, a REDelivery. Az év június 6-án a Xiaohongshu fesztivált tartott negyedik évfordulója alkalmából, amelynek során az eladások bevétele 2 órán belül meghaladta a 100 millió jüant, miközben az alkalmazás aznap az App Store "Bevásárlás" kategóriájában az első helyre került.
2018-ban a Xiaohongshu nemzetközi platformmá vált, amely számos tengerentúli felhasználót vonzott. Az év végén azonban a Xiaohongshu szabályozási problémákba ütközött, és alkalmazását ideiglenesen eltávolították az alkalmazásboltokból.
A platform kezdetben a divatra és a szépségiparra irányult, így a Xiaohongshu felhasználói bázisa eleinte túlnyomórészt női volt. Egy 2021 áprilisában publikált jelentés szerint a Xiaohongshu felhasználóinak 90%-a nő volt. Az alkalmazás vonzotta a városi kínai Z generációs nőket, mint alternatíva az országban blokkolt Instagramra. A Xiaohongshu később módosította vállalati stratégiáját, hogy több férfi felhasználót vonzzon növekedésének fenntartása érdekében. 2021-ben a vállalat bejelentette, hogy a platform előtérbe helyezi a férfi felhasználók tartalmait. 
2021 októberében a Xiaohongshu úgy döntött, hogy az Egyesült Államok helyett Hongkongban végzi el a vállalat tőzsdei bevezetését. Egy júliusi Bloomberg-jelentés szerint ez magában foglalta annak követelményét, hogy minden 1 milliónál több felhasználói adatot kezelő vállalatnak kiberbiztonsági felülvizsgálaton kell át esnie, ami a Xiaohongshu amerikai tőzsdei bevezetésének felfüggesztésének egyik oka volt.
2022 decemberében a tajvani kormány betiltotta a Xiaohongshu használatát a közszférában dolgozók számára hivatalos eszközökön nemzetbiztonsági aggályok miatt.
A Financial Times értesülései szerint a Xiaohongshu 2024 júliusában befejezett egy részvényértékesítési kört új és korábbi befektetőinek, melynek során a vállalat értéke körülbelül 17 milliárd dollárra rúgott. A körben olyan neves kockázati tőke befektetők vettek részt, mint a DST Global, a HongShan (korábban Sequoia China), a Hillhouse Investment, a Boyu Capital és a Citic Capital. A platform, amely már jelentős támogatást élvez a kínai tech óriásoktól, a Tencenttől és az Alibabától, 2023-ban nyereségessé vált, 3,7 milliárd dolláros bevétel mellett 500 millió dolláros nettó profitot ért el. Bevételének nagy részét a reklámozás, különösen a kozmetikai márkák reklámozása jelenti. Azonban a cég kihívásokkal néz szembe, mivel sok felhasználó az ajánlott termékeket más platformokon, például a Taobaon és a Tmallon vásárolja meg, ami korlátozza a Xiaohongshu közvetlen potenciálját. Annak ellenére, hogy több mint 300 millió aktív havi felhasználóval rendelkezik, akik magas elkötelezettséget mutatnak, összbevétele jelentősen elmarad a Douyinétól.
2021 októberében a Xiaohongshu több kritikát is kapott azért, mert teret hagyott a túlzottan szűrt, stilizált és tökéletesen megkomponált képeknek, amelyek egyre gyakoribbá váltak a platformon. 
2021. október 17-én a platform egy WeChat-közleményben elismerte, hogy probléma van az influencerek által közzétett túlzottan látványos fotókkal. A közlemény szerint a Xiaohongshu bocsánatot kért, és rámutatott a hibára.
2021 decemberében a Xiaohongshu egy dedikált csapatot állított fel a platformon található hamis tartalmak azonosítására és eltávolítására a felhasználók bizalmának elvesztése miatt. Bevezetésre került egy olyan rendszer is, amely algoritmusok és emberi ellenőrzés segítségével blokkolja a hamisított tartalmakat. A vállalat szerint azóta 81 márkát tiltott le, 172 600 hamis értékelést törölt és 53 600 fiókot tiltott le.
2022 január 25-én a Xiaohongshu 300 000 jüan (kb. 47 300 dollár) bírságot kapott a sanghaji hatóságoktól, amiért nem távolítottak el több, kiskorúak számára káros tartalmat. A büntetés a kiberbiztonsági törvény megsértésére vonatkozik, amely garantálja a kiskorúak védelmét, miután a kínai állami televízió (CCTV) 2021 decemberében közölt egy hírt, amelyben azt állította, hogy a Xiaohongshun olyan videókat talált, amelyekben kiskorú lányok félmeztelenül szerepeltek alsóneműmárkák reklámjaiban.

## Fordítás
Ez a szócikk részben vagy egészben  a   Xiahongshu című angol Wikipédia-szócikk ezen változatának fordításán alapul.  Az eredeti cikk szerkesztőit annak laptörténete sorolja fel. Ez a jelzés csupán a megfogalmazás eredetét és a szerzői jogokat jelzi, nem szolgál a cikkben szereplő információk forrásmegjelöléseként.